# Пять столпов ислама
Пять столпо́в исла́ма (араб. أَرْكَانُ ٱلْإِسْلاَمِ‎, ’арка̄ну ль-’исла̄м «столпы ислама»; также أَرْكَانُ ٱلدِّينِ‎, ’арка̄ну д-дӣн «столпы веры») — основные предписания шариата, образующие основу ислама и  обязательные для всех верующих мусульман. К пяти столпам ислама относятся: шахада, намаз,  пост в месяц Рамадан, закят и хадж.

## Столпы
Столпы ислама не перечисляются в  Коране, но были известны из  хадиса  Пророка. С их элементами согласно большинство  мусульман. Каждое из пяти действий требует внутреннего духовного посвящения и внешнего признака намерения (ният), равно как и правильного завершения каждого действия.
Пять столпов ислама включают пять действий,  обязательных для правоверного мусульманина, среди которых:
- декларация веры, содержащая исповедание  единобожия и признание пророческой миссии  Мухаммада (шахада);
- пять ежедневных молитв (намаз);
- пост во время месяца Рамадан (саум);
- религиозный налог в пользу нуждающихся (закят);
- паломничество в  Мекку (хадж).

Со временем некоторые религиозные группы добавили к пяти столпам и другие элементы или модифицировали их. Чаще всего шестым столпом ислама называют джихад, обозначающий с теологической точки зрения прежде всего «борьбу с собственными страстями».

### Свидетельство веры

Шахада на флаге Саудовской Аравии

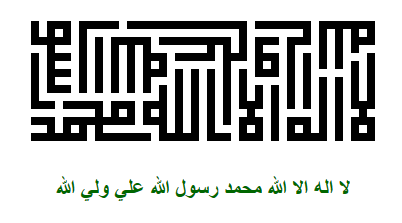
Куфическая шиитская шахада

Свидетельство, или шахада — произнесение догмата, который провозглашает принцип единобожия: «Ашхаду ан-ля иляха илля-Ллах, ва ашхаду анна Мухаммадан расулю-Ллах». Переводится как: «Я свидетельствую,что нет бога, кроме Аллаха, и что Мухаммад — Его посланник». Символ веры, свидетельствующий об исповедании верующим единобожия и признании пророческой миссии пророка  Мухаммада. Произнесением шахады начинаются мусульманские молитвы и любое религиозные или светские мероприятие, проводимые в исламских странах. Она содержит в себе два основных догмата ислама:
1. исповедание единобожия, монотеизм;
2. признание пророческой миссии пророка Мухаммада.

Шахада возникла как молитвенный и различительный возглас, которым первые мусульмане отличались от язычников-многобожников и других иноверцев. Во время битв шахада служила боевым кличем, что дало название понятию шахид — мученик. Первоначально шахидами называли воинов, павших в войне против врагов ислама с шахадой на устах.
Шиитская шахада отличается от суннитской добавлением слов об Али ибн Абу Талибе: «ва `Алийюн Валийю л-Лах», что означает «и Али — друг Аллаха». В общем виде шиитская шахада имеет вид: «Свидетельствую, что нет Божества кроме Аллаха, и ещё свидетельствую, что Мухаммад — Посланник Аллаха и Али — друг Аллаха».
Троекратное произнесение шахады перед официальным лицом составляло в Средние века ритуал принятия  ислама. С точки зрения ислама, с момента произнесения шахады в Божественном Присутствии («с искренностью в сердце») человек считается мусульманином и должен соблюдать и остальные постановления шариата и Сунны.

### Молитва
Каждый совершеннолетний мусульманин обязан пять раз в день совершить молитву. Намаз совершается в определённое время, в соответствии с установленным ритуалом. В Коране нет ясных предписаний совершения молитв, хотя есть многие указания на такие частности, как время молитв, молитвенные формулы, некоторые движения и др. Весь порядок моления сложился как подражание молитвенным позам и движениям пророка Мухаммада и закреплён памятью первых мусульман. Единообразие молитвы отрабатывалось практически в течение более чем полутора веков и было письменно зафиксировано ханафитским богословом Мухаммадом аш-Шайбани (ум. 805).

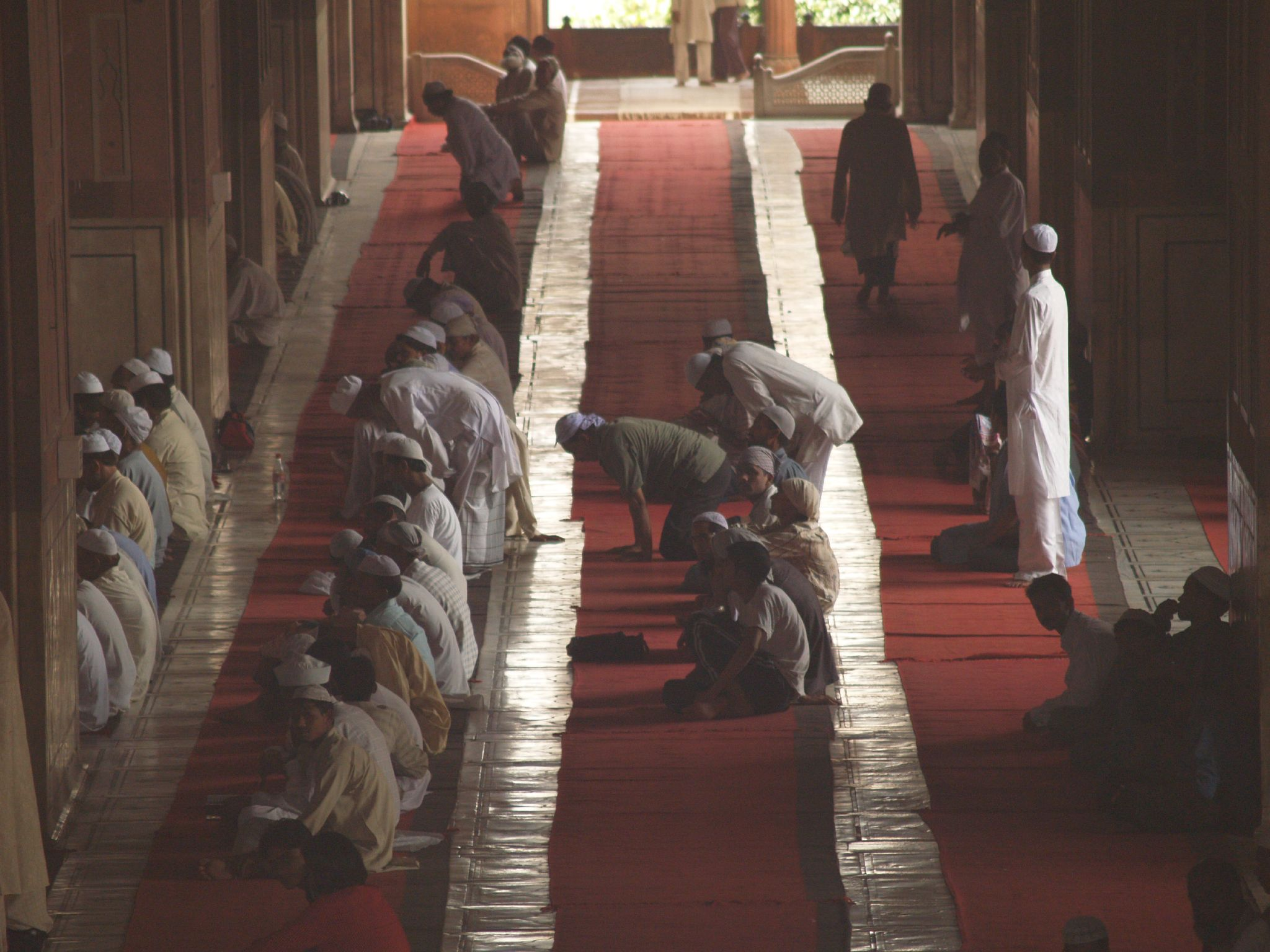
Молитва в мечети

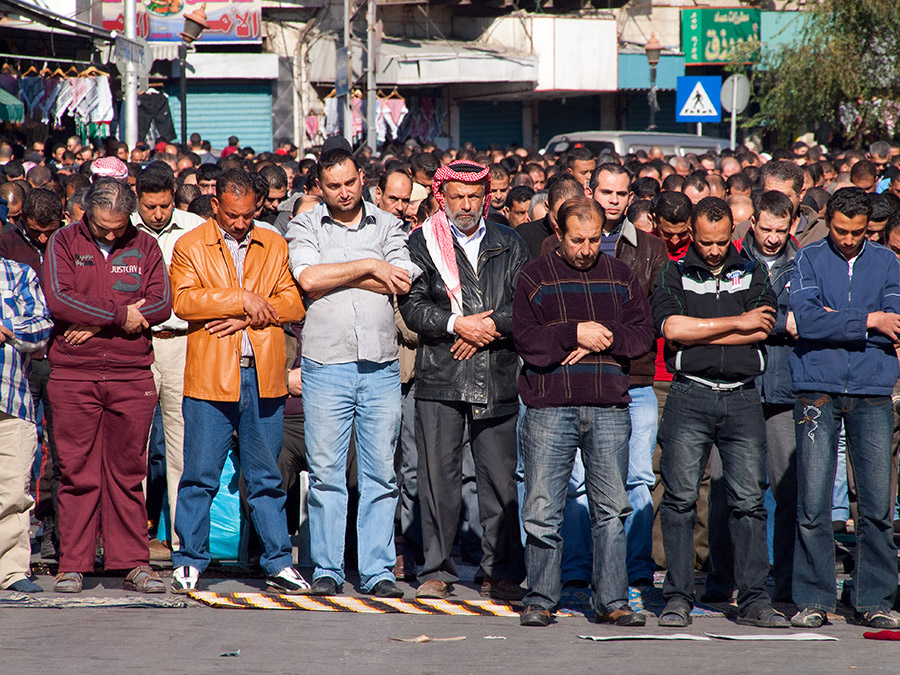
Пятничная молитва в Аммане (2010)

Все молитвенные формулы и слова должны произноситься на арабском языке. В зависимости от правовой школы (мазхаба), некоторые молитвенные формулы могут отличаться.
Ежедневный молитвенный цикл состоит из пяти обязательных молитв (фард):
| название молитвы   | кол-во ракаатов                                    | время совершения                                              |
| ------------------ | -------------------------------------------------- | ------------------------------------------------------------- |
| утренняя (фаджр)   | 2 ракаата сунны 2 ракаата фарда                    | с рассвета до восхода солнца                                  |
| полуденная (зухр)  | 4 ракаата сунны 4 ракаата фарда 2 ракаата сунны    | с полудня до времени когда солнце начинает клониться к западу |
| предвечерняя (аср) | 4 ракаата фарда                                    | с предзакатного времени до захода солнца                      |
| вечерняя (магриб)  | 3 ракаата фарда 2 ракаата сунны                    | после захода солнца до потемнения                             |
| ночная (иша)       | 4 ракаата фарда 2 ракаата сунны 3 ракаата аль-Витр | с позднего вечера до полуночи                                 |

В некоторых случаях можно объединять полуденную с предвечерней молитвой и вечернюю с ночной молитвой. Запрещено молиться точно в полдень и в моменты восхода и захода солнца. Кроме ритуальных молитв, мусульманин имеет возможность прямого обращения к Богу с помощью мольбы (дуа), произносимой в любое время и на любом языке.
Намаз можно совершать как индивидуально, так и коллективно в любом подходящем месте. Полуденный намаз в пятницу (джума-намаз) совершается в мечети и имеет большую социальную значимость. Она предоставляет возможность мусульманам услышать проповедь имама и ощутить себя единым целым.
Место, на котором совершается молитва, должно быть ритуально чистым (тахара), для чего молящиеся могут расстелить молитвенный коврик. Ритуальная чистота мусульман включает в себя действия, цель которых — достижение обрядовой чистоты и имеет «внутреннюю» и «внешнюю» стороны. «Внутренняя тахара» предполагает очищение души от неблаговидных помыслов, гнева и греха, а «внешняя тахара» — очищение тела, одежды, обуви, жилища и т. д.
Во время коллективного намаза молящиеся становятся рядами за имамом, который руководит молением. Женщины должны молиться отдельно от мужчин или становятся сзади. Во время моления нельзя разговаривать, есть, пить, смеяться, совершать посторонние движения и т. п. Нельзя молиться в опьянённом, одурманенном и бредовом состоянии. Больные и инвалиды имеют послабления в обряде намаза и могут совершать его как сидя, так и лёжа, совершая движения мысленно. Обряд намаза одинаково исполняется последователями всех исламских течений, за исключением самых «крайних», отрицающих любую обрядность.
Основой молитвы является ракаат, который представляет собой цикл молитвенных поз и движений, сопровождаемых произнесением молитвенных формул. Все позы, движения и молитвенные формулы следуют друг за другом в строго определённом порядке, нарушение которого чревато недействительностью молитвы. Молитва совершается в состоянии ритуальной чистоты (вуду (омовение)). Молящийся должен встать обратившись лицом к Мекке (кибла). Для точного определения направления на Мекку в мечетях строят ниши для имамов (михрабы) и особым образом расстилают ковры. Если время молитвы застигает мусульманина в пути, то он может определить киблу по солнцу или ориентируясь на ближайшую мечеть.

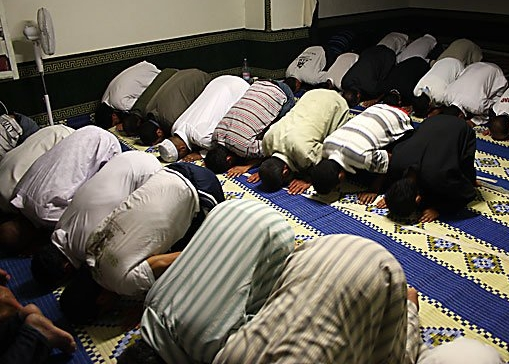
Молящиеся совершают земной поклон

Встав в направлении Мекки с опущенными вдоль тела руками, молящийся произносит вслух или про себя формулу намерения (ният). Затем он поднимает руки на уровень лица, ладонями в сторону киблы и произносит формулу возвеличения Аллаха (такбир). Взяв за запястье левую руку правой, он прижимает их к груди (киям) и произносит первую суру Корана (Аль-Фатиху), а после неё какую-либо короткую суру Корана. После чтения аятов из Корана совершается поясной поклон (руку) с произнесением хвалы Аллаху. Выпрямившись молящийся произносит слова: «Да услышит Аллах того, кто восхвалил его» (тасми) и опускаясь на колени, совершает земной поклон (суджуд). Выпрямившись, он садится на пятки (джилса) и произносит слова: «О, Аллах прости меня». Далее молящийся повторяет земной поклон и садится на пятки. Во втором и последнем ракаате молящийся читает молитвенную формулу «ташаххуд», а после его завершения в последнем ракаате произносит приветственную формулу «Мир вам и милосердие Божье» направо и налево.
Помимо обязательных молитв, мусульмане могут совершать и добровольные молитвы, которые считаются богоугодными.

### Милостыня
Закят — налог в пользу нуждающихся мусульман. Факихи толкуют этот термин как «очищение [от греха]». Европейские исследователи видят в нём заимствование из древнееврейского закут («добродетель») или проникновение из сирийского языка через арабов-христиан. Генетически закят связан с доисламским обычаем создания своеобразного «фонда» взаимопомощи племени и раздела захваченной добычи.
В мекканских сурах закят означает благое деяние, милостыню, материальную помощь. Обложение закятом появилось, очевидно, сразу же после переселения первых мусульман в Медину. Нежелание платить закят после смерти пророка Мухаммеда явилось одной из причин вероотступничества.
Закят выплачивается взрослыми дееспособными мусульманами. Женские украшения, золотая и серебряная отделка оружия не облагались налогом. Собранные суммы должны расходоваться в течение года и только в том округе, где они собраны.
| № | Наименование                    | Нисаб                             |
| - | ------------------------------- | --------------------------------- |
| 1 | посевы                          | 5 васков (975 кг)                 |
| 2 | виноградники и финиковые пальмы | 5 васков (975 кг)                 |
| 3 | скот                            | 5 верблюдов, 20 коров или 40 овец |
| 4 | золото и серебро                | 20 динаров или 200 дирхамов       |
| 5 | товары                          | при соответствующей цене          |

Право на получение помощи из закята имеют: неимущие; бедняки; сборщики закята; «лица, заслуживающие поощрения»; мукатабы; несостоятельные должники; приезжие, не имеющие средств для возвращения домой.

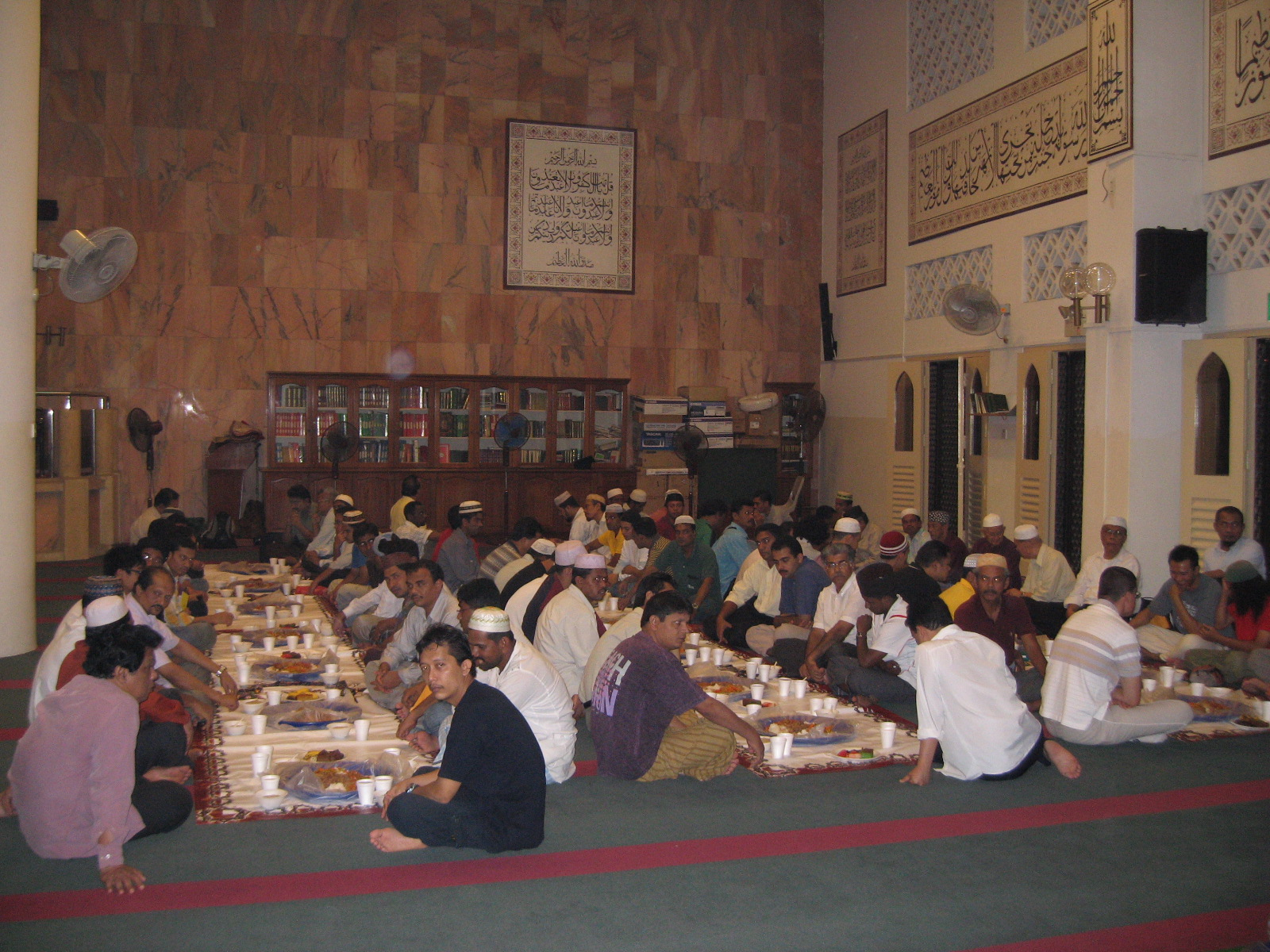
Ифтар в мечети

### Пост
Пост установлен пророком Мухаммадом в 624 году и восходит к доисламской практике благочестивого уединения (итикаф). Предписание соблюдения поста обозначено в Коране и сунне пророка Мухаммеда. Продолжительность поста — 29 или 30 дней. Время — с рассвета (сухур) до заката солнца (ифтар).
Пост заключается в полном воздержании в светлое время суток от приёма пищи, питья, исполнения супружеских обязанностей и т. п., то есть от всего, что отвлекает от благочестия. С заходом солнца запреты на приём пищи, питья и исполнения супружеских обязанностей снимаются. Ночью рекомендуется проводить время в размышлениях, чтении Корана. В течение месяца Рамадан рекомендуется больше совершать богоугодные дела, раздавать милостыню, улаживать ссоры и т. д.
Пост обязателен для всех взрослых мусульман. Те, кто не может соблюдать его по каким-либо обстоятельствам (дальняя поездка, война, плен и т. п.), кто не может отвечать за свои поступки (психически неполноценные), а также те, кому пост может принести какой-либо вред (больные, престарелые люди, беременные и кормящие женщины) от поста освобождаются. Кроме того, к посту не допускаются женщины во время менструации и преступники, не отбывшие наказания.
Освобожденные от поста по временным обстоятельствам должны выдержать его в течение следующего года в удобное время. Нарушившие пост случайно — должны возместить потерянные дни после окончания месяца. Те, кто нарушил пост умышленно, должны кроме возмещения этих дней принести покаяние (тауба) и совершить искупительные действия (каффара). Открытое пренебрежение и демонстративное нарушение поста расценивается как правонарушение и наказывается в соответствии с законами страны, в которой это произошло.

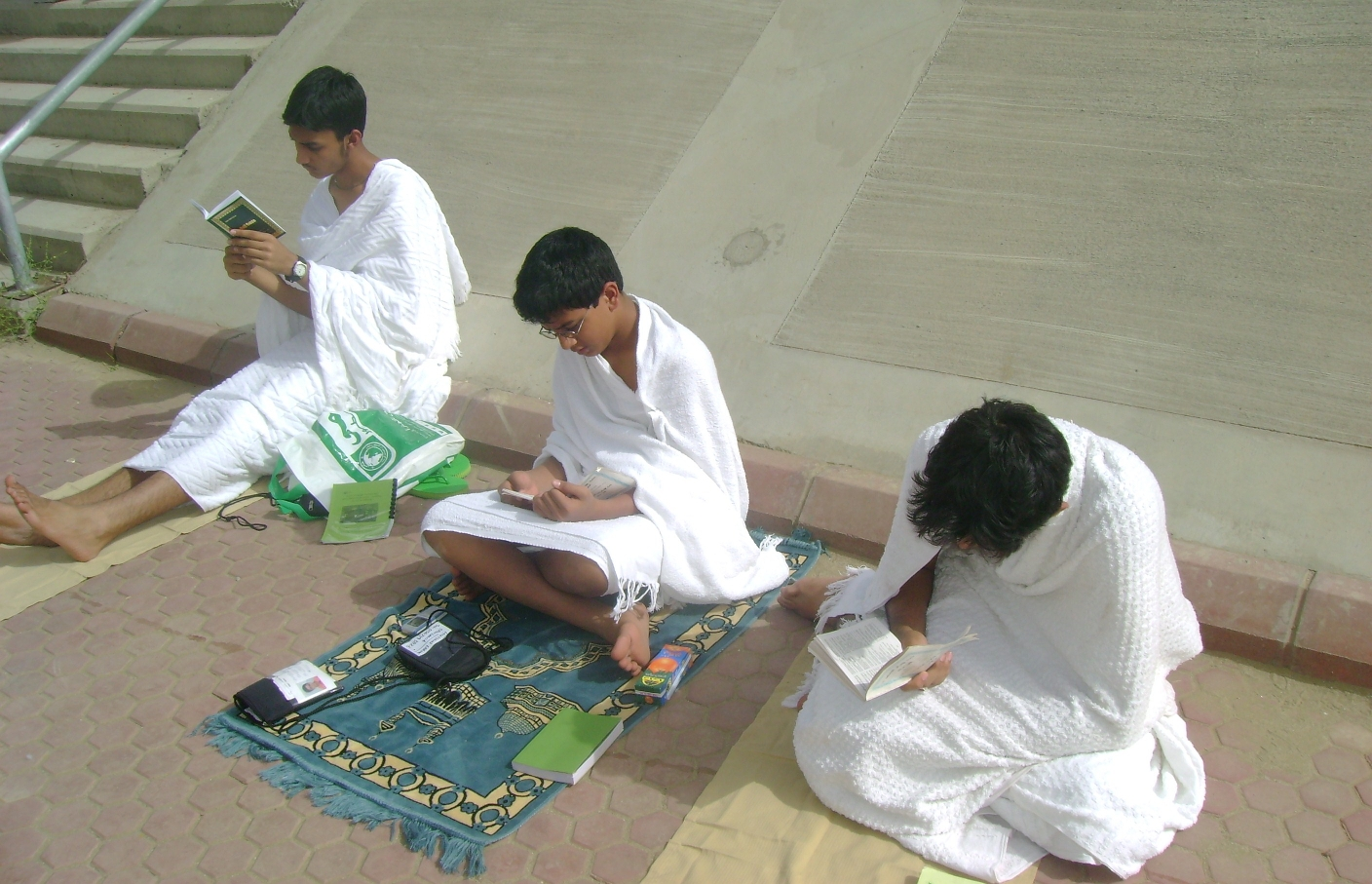
Паломники в долине Арафата

### Паломничество
Мечтой каждого мусульманина является паломничество (хадж) в Мекку и Медину. В Медине находится могила пророка Мухаммеда, а в Мекке — главная святыня ислама, Кааба. Исламские источники утверждают, что Кааба впервые была построена Адамом, разрушена во время потопа, но восстановлена пророком Ибрахимом (Авраамом) и его сыном Исмаилом. Согласно исламскому преданию, начало совершения паломничества относится к эпохе Ибрахима. Древние арабы, вплоть до завоевания мусульманами Мекки, совершали паломничество к Каабе, в которой находились их идолы. В своем нынешнем виде хадж существует со времени пророка Мухаммеда. Сам пророк Мухаммед совершил своё единственное («прощальное») паломничество в 632 году.
Хадж является обязанностью каждого мусульманина; кто не способен совершить хадж, может послать вместо себя «заместителя». Женщины могут совершить хадж только в сопровождении мужчин (махрам). Хадж совершается ежегодно в месяц зуль-хиджа исламского календаря и состоит из серии обрядов. Паломничество в Мекку совершается через два месяца и десять дней после окончания Рамадана и приурочено ко времени одного из двух главных праздников мусульман — Курбан-байрам (Ид аль-адха). Хадж совершается с целью увековечить память о жертве, которую собирался принести пророк Ибрахим. Ежегодно более десяти миллионов паломников со всего мира собираются в Мекке, чтобы укрепить мусульманское единство и упрочить связи. Все паломники, вне зависимости от уровня доходов, одеты в одинаковые белые одежды (ихрам). Согласно исламскому вероучению, хадж снимает с человека его грехи.

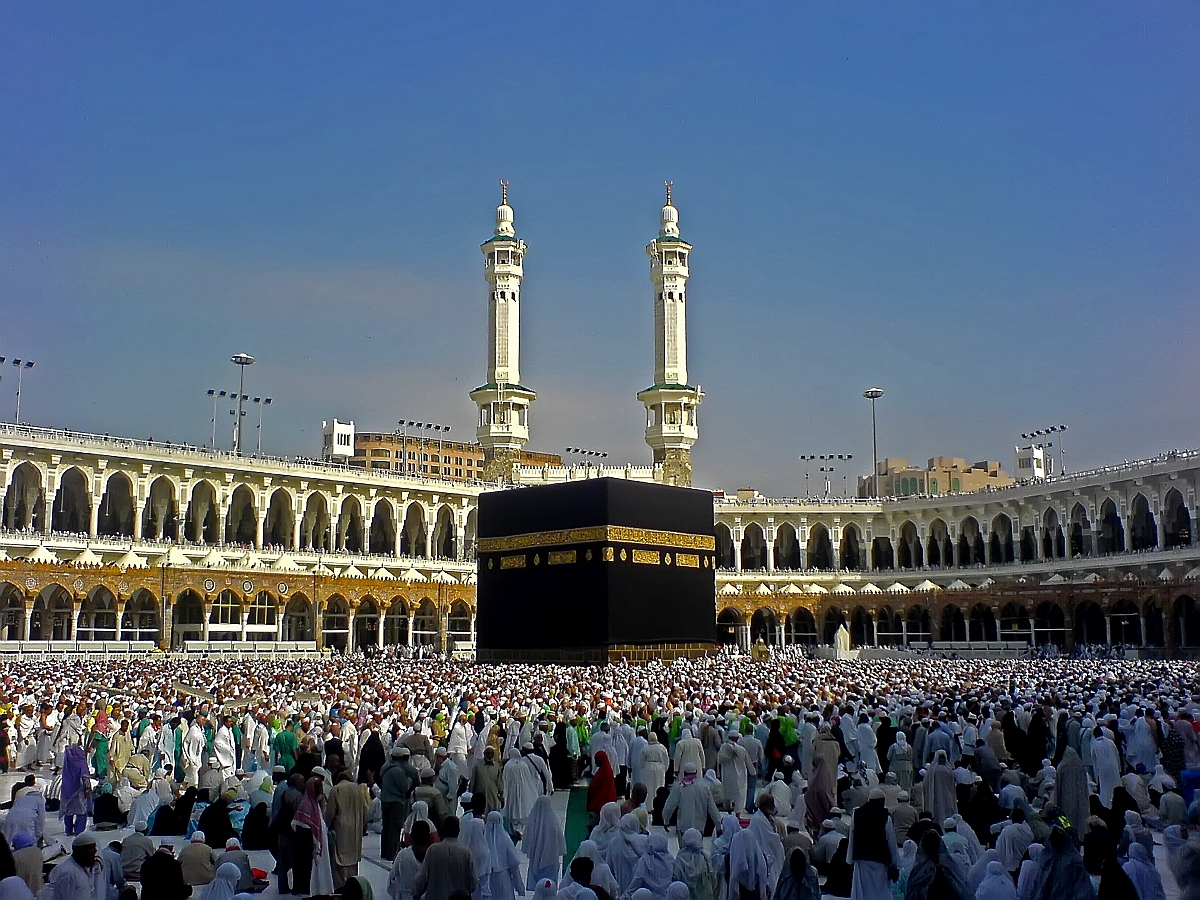
Паломники выполняют таваф

К 7 зуль-хиджа паломники прибывают в Мекку. После принятия ихрама паломники совершают обряд «малого паломничества», после чего те, кто решил совершить умру и хадж раздельно, выходят из ихрама и обрезают прядь волос. Непосредственно перед хаджем они возобновляют ихрам. Те же, кто решил объединить умру и хадж (киран), остаются в ихраме до окончания хаджа.
На 8 зуль-хиджа (яум ат-тарвия) паломники запасаются водой и отправляются через долины Мина и Муздалифа к долине Арафат. Часть паломников располагается непосредственно в долине Арафат, часть же проводит ночь с 8 на 9 зуль-хиджжа в долине Мина.
В полдень 9 зуль-хиджа начинается стояние у горы Арафат, которое продолжается до захода солнца. Во время стояния у горы Арафат верующие стоят с поднятыми к Богу лицами и возносят ему молитвы. Затем паломники бегом устремляются в долину Муздалифа (ифада).

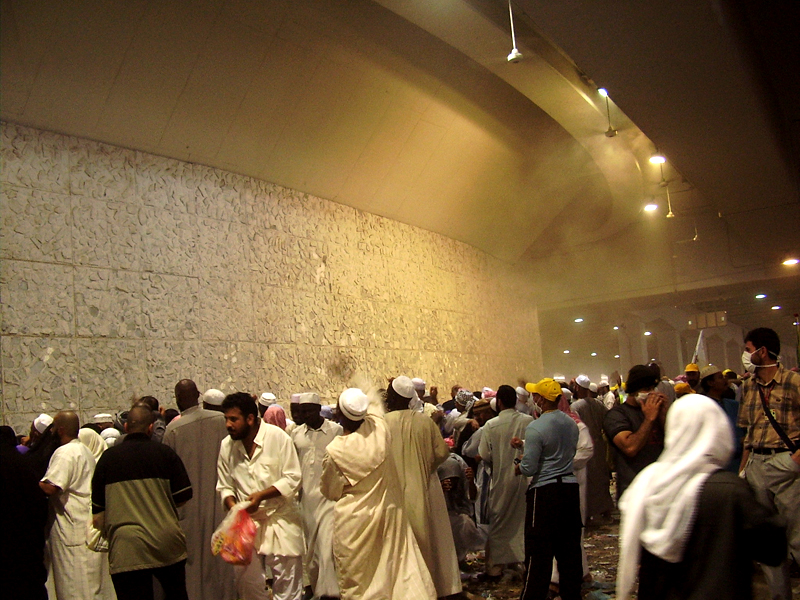
Обряд бросания семи камешков

На 10 зуль-хиджа (яум ан-нахр) после утренней молитвы паломники направляются в долину Мина для бросания семи камешков в последний из трех столбов (джамрат аль-акаба), символизирующий Иблиса. За этим обрядом следует жертвоприношение животных. В этот день во всем исламском мире отмечается праздник Курбан-байрам. Обрив голову или обрезав прядь волос, паломники направляются в Мекку для совершения прощального тавафа. Те, кто совершил хадж без умры, после тавафа выполняют сай. Сай совершается в память о Хаджар (Агари), которая искала воду между холмами Сафа и Марва.
С 11 по 13 зуль-хиджа (айям ат-ташрик) паломники продолжают совершать жертвоприношения, бросают камешки во все три столба в долине Мина.
Основные обряды хаджа были определены самим пророком Мухаммедом. Ритуал паломничества подробно разработан представителями основных религиозно-правовых школ (мазхабов). Хадж играл важную историко-культурную и социально-политическую роль в средневековом мусульманском мире. Своё идеологическое и политическое значение он сохраняет и в настоящее время.
Наряду с хаджем существует и «малое паломничество» — умра, которое можно осуществить в другое время года. Умра считается богоугодным делом, но не равноценным хаджу. Люди, совершившие паломничество, как правило, пользуются всеобщим уважением и получают звание хаджи.